# Echipa națională de fotbal a Eswatiniului
Echipa națională de fotbal a Eswatiniului este naționala de fotbal a Eswatiniului. Este controlată de Eswatini Fotbal Asociația. Nu s-a calificat niciodată la un turneu final al Campionatului Mondial de Fotbal sau al Cupei Africii pe Națiuni.

## Competiții

### Campioantul Mondial de Fotbal
- 1930 până la 1990 - Nu a participat
- 1994 până la 2010 - Nu s-a calificat

### Cupa Africii pe Națiuni
- 1957 până la 1982 - Nu a participat
- 1984 - S-a retras
- 1986 - Nu s-a calificat
- 1988 - Nu a participat
- 1990 până la 1992 - Nu s-a calificat
- 1994 - Nu a participat
- 1996 - S-a retras
- 1998 - Nu a participat
- 2000 până la 2010 - Nu s-a calificat